# Michael Schønwandt
Michael Schønwandt (Frederiksberg, 10 settembre 1953) è un direttore d'orchestra danese.
In Danimarca ha studiato pianoforte, teoria e composizione e in seguito ha proseguito gli studi musicali presso la Royal Academy of Music a Londra.

## Biografia
Nel 1979 Schønwandt ottenne un posto come direttore permanente dalla Royal Opera di Copenaghen. Schønwandt è stato direttore musicale dell'Orchestra Reale Danese e della Copenhagen Opera House dal 2000 al 2011. Il suo lavoro nell'opera contemporanea ha compreso la direzione delle produzioni in prima mondiale delle opere di Poul Ruders The Handmaid's Tale e Dancer in the Dark. Nel 2006 ha diretto la Royal Opera in una produzione de L'anello del Nibelungo di Richard Wagner, distribuito in DVD dalla Decca.
Schönwandt è stato direttore ospite principale del Théâtre National de La Monnaie/De Munt dal 1984 al 1987 ed ha ricoperto lo stesso ruolo con l'Orchestra Sinfonica Nazionale Danese dal 1987 al 2000. Schönwandt ha anche lavorato come direttore principale della Berliner Sinfonie-Orchester dal 1992 al 1998 Nel maggio 2009 Schønwandt è stato nominato direttore principale della Netherlands Radio Chamber Philharmonic. Nell'agosto 2010 ha occupato formalmente il posto, che ha ricoperto fino allo scioglimento dell'orchestra nel 2013.
Dal 2015 Schønwandt è il principale direttore dell'Opéra national de Montpellier in Francia.
Le registrazioni di Schønwandt includono opere, sinfonie e concerti di Carl Nielsen. Ha inoltre realizzato diverse registrazioni d'opera, come Salomè e The Handmaid's Tale.

## Onorificenze
Nel 2005 Schønwandt è stato nominato Cavaliere di 1ª Classe (Ridder af 1. grad) dell'Ordine del Dannebrog e nel 2011 è stato nominato Commendatore dell'Ordine di Dannebrog.